# Protearomyia trichopleura
Protearomyia trichopleura är en tvåvingeart som beskrevs av Mcalpine 1983. Protearomyia trichopleura ingår i släktet Protearomyia och familjen stjärtflugor.
Artens utbredningsområde är Québec. Inga underarter finns listade i Catalogue of Life.